# Bois brut de sciage
Le bois brut de sciage, fabriqué à partir d'un bois rond, est un bois non raboté (ou n'ayant subi aucun corroyage) de dimensions relativement grossières.
Le bois brut de sciage est le premier bois créé lorsqu'une grume est sciée ou fendue dans le sens de la longueur. Le matériau est brut, relativement rugueux et avec des marques de scie sur toutes les faces. Les mesures sont approximatives, basée sur le pouce. Ces bois brut de sciage sont également appelés bois non rabotés et leur utilisation est généralement limitée à des usages bon marché tels que des planches de coffrage, des revêtements bruts, etc. Après séchage, le brut de sciage est encore divisé et/ou ajusté. Il est alors souvent appelé bois raboté.
Le développement des scies a fait que le bois brut de sciage est également davantage utilisé pour la construction de garages, de dépendances et de bâtiments similaires où les matériaux n'ont pas besoin d'avoir des surfaces lisses.